# Mory Sacko
Pour les articles homonymes, voir Sacko.
Mory Sacko, né le 24 septembre 1992, est un chef cuisinier français étoilé.
Révélé au public lors de sa participation à la onzième saison de Top Chef, il ouvre son restaurant parisien MoSuke en septembre 2020 et obtient les récompenses de plusieurs guides gastronomiques après quelques semaines d'ouverture, notamment une étoile Michelin en janvier 2021, en plus de son prix du Jeune Chef de l'année.
Depuis 2021, il anime l'émission Cuisine ouverte sur France 3.
En septembre 2023, il fait la une du magazine Time.

## Biographie

### Famille et enfance
Mory Sacko naît le 24 septembre 1992 à Champigny-sur-Marne (Val-de-Marne), d’une mère sénégalo-malienne et d’un père malien,. Il est le sixième d'une fratrie de neuf enfants,. Il grandit à Tournan-en-Brie (Seine-et-Marne),.
Enfant, il est passionné par le Japon et fasciné par l'univers des palaces.

### Formation
Il se forme en passant un BEP en 2009 puis un Bac pro « cuisine et arts culinaires » en 2011. Il rejoint d'abord l’Hôtel du Collectionneur en tant que commis puis en 2012 le Royal Monceau (auprès du chef Nobu Matsushisa). Il travaille ensuite avec Christophe Moret au Shangri-La puis à partir d'août 2015 avec Thierry Marx au Mandarin Oriental, où il finit sous-chef.

### Révélé parTop Chef
À l'automne 2019, il participe au tournage de la onzième saison de Top Chef, qui est diffusée sur M6 à partir de février 2020. Il y est l'un des candidats préférés des téléspectateurs, à la personnalité attachante et marque la saison par son audace et sa créativité. Intégré dans la brigade de Paul Pairet aux côtés d'Adrien Cachot, il est éliminé du concours à la suite de l'épisode de la guerre des restos et termine 6e sur les 15 candidats en compétition.
Lors de la diffusion de sa participation à Top Chef, il annonce son projet d'ouverture d'un restaurant Mosuke à Paris pour la rentrée 2020, et son ambition de décrocher une étoile Michelin. Le restaurant est baptisé « MoSuke », fusion du prénom Mory et de Yasuke, ancien esclave africain devenu porteur de sabre pour Oda Nobunaga. Les préparatifs d'ouverture font l'objet d'une série de huit articles dans le quotidien Libération,.

### Carrière
Après avoir signé la carte d'été 2020 du restaurant éphémère Edo du Palais de Tokyo, Mory Sacko ouvre le restaurant MoSuke le 1er septembre 2020 à Paris dans le 14e arrondissement et y propose une cuisine mêlant influences africaines, japonaises et françaises.
Deux semaines plus tard, il est nommé « Jeune talent » par le Gault & Millau. En janvier 2021, Mory Sacko est désigné par le classement La Liste comme un des « cinq chefs les plus prometteurs au monde »,.
Le 18 janvier 2021, le restaurant MoSuke obtient une étoile au guide Michelin tandis que Mory Sacko est un des deux chefs à être récompensé du « Young Chef Award »,.
En parallèle, durant la période de confinement, il propose une offre street food à emporter intitulée MoSugo. L'enseigne prend place définitivement fin 2022 avec deux restaurants : un dans le 14ème, et un au sein des Galeries Lafayette, puis dans le 2ème, fin 2024.
Le 24 février 2021 est diffusé sur M6 son duel face à Victor Mercier dans l'émission Top Chef : les grands duels. Il l'emporte sur le score de 1-1 (ex aequo départagé par François-Régis Gaudry).
À partir du 27 février 2021, il anime une émission hebdomadaire chaque samedi à 20 h 20 sur France 3 Cuisine ouverte,, dont le premier épisode est regardé par près d'1,5 million de téléspectateurs. Cela fait désormais 3 saisons que le chef anime.
En juin 2022, il ouvre le premier restaurant Louis Vuitton, situé dans le White 1921 Hotel à Saint-Tropez.
Après qu'il lui a consacré un sujet en mai 2021 dans le cadre de sa rubrique « Next Generation Leaders », le magazine américain Time fait sa une sur Mory Sacko en septembre 2023, dans un numéro consacré aux « étoiles montantes » de l'année 2023,.
En janvier 2025, il fait la couverture du magazine Le Chef.